# Jerry Valentine
Gerald „Jerry“ Valentine (* 14. September 1914 in Chicago; † 1983) war ein US-amerikanischer Jazzposaunist, Komponist und Arrangeur.

## Leben und Wirken
Valentine studierte Komposition; als Posaunist war er Autodidakt. Anfang der 1940er-Jahre arbeitete er bei Earl Hines, für den er viele Arrangements schrieb wie „Second Balcony Jump“. In Chicago arbeitete er ferner mit Dallas Bartley, King Kolax und arrangierte 1943 für Musikshows im Club DeLisa. Zusammen mit Billy Eckstine verließ er 1944 die Hines-Band, um die neue Bigband des Sängers mitzubegründen, Billy Eckstine and His Orchestra, der er bis zu deren Auflösung Anfang 1947 angehörte. Für die Eckstine-Bigband komponierte er „Blowin' the Blues Away“, „Midriff“, ferner „Must I Cry Again“ (mit Lincoln Chase und Lloyd Pemberton). Er arrangierte für den Sänger auch die Pophits „A Cottage for Sale“ und „Prisoner of Love“; Sarah Vaughans erste Aufnahme „I'll Wait and Pray“ war ein Arrangement Valentines.
1947 war er bei Aufnahmen von Wynonie Harris beteiligt. 1949 arbeitete er als Arrangeur für Buddy DeFranco, 1954 für Gene Ammons und 1958/59 für The Prestige Blues Swingers (Album Outskirts of Town). Im Bereich des Jazz war er zwischen 1940 und 1959 an 26 Aufnahmesessions beteiligt.
In den 1950er-Jahren war er als A&R für National Records tätig. In späteren Jahren schrieb er Arrangements für Art Farmer, Coleman Hawkins und Pepper Adams.
Nach Ansicht von Ira Gitler zeigte Valentine Sensibilität für neue Idiome durch den Einbezug von Bebop-Figuren und einiger bislang fremder Harmonien in seinen allgemein Swing- und Blues-orientierten Stil.

## Lexikalischer Eintrag
- Leonard Feather, Ira Gitler: The Biographical Encyclopedia of Jazz. Oxford University Press, New York 1999, ISBN 0-19-532000-X.